# Gustaaf De Smet (Radsportler)
Gustaaf De Smet (* 15. Mai 1935 Mariakerke; † 28. Mai 2020 in Oostakker) war ein belgischer Radrennfahrer.

## Sportliche Laufbahn
De Smet (auch Desmet) war im Straßenradsport und im Bahnradsport aktiv. Er war Teilnehmer der Olympischen Sommerspiele 1956 in Melbourne. Im olympischen Straßenrennen kam er beim Sieg von Ercole Baldini auf den 24. Platz. In der Mannschaftswertung des Straßenrennens kam Belgien mit Gustaaf De Smet, Frans Van Den Bosch, François De Wagheneire und Norbert Verougstraete auf den 7. Rang. Auf der Bahn wurde Belgien in der Mannschaftsverfolgung mit Gustaaf De Smet auf dem 5. Rang klassiert.
Als Amateur gewann er 1956 den Omloop Het Volk, Gent–Wevelgem und die Flandern-Rundfahrt in den jeweiligen Amateurrennen. Von 1960 bis 1968 startete er als Berufsfahrer. 
1960 siegte er im Schaals Sels Merksem vor Jozef Schils. Als Profi gewann er den Omloop van Midden-België 1961, Gent–Brügge–Antwerpen 1962, den Omloop der Vlaamse Ardennen und den Nationale Sluitingsprijs 1963, das Kampioenschap van Vlaanderen (vor Rik Van Looy) und das Memorial Fred De Bruyne sowie den Nationale Sluitingsprijs und den Omloop der Vlaamse Gewesten 1964, die Quatre Jours de Dunkerque (mit drei Etappensiegen) 1965, Kuurne–Brüssel–Kuurne 1966, den Omloop der Vlaamse Ardennen 1967 und den Omloop van het Houtland. Dazu kamen mehr als 25 Siege in Kriterien und Rundstreckenrennen.
Zweiter wurde De Smet 1965 bei Paris–Tours hinter Gerben Karstens. Bei Paris–Roubaix 1966 kam er beim Sieg von Felice Gimondi auf den dritten Platz, ebenso 1964 bei Paris–Tours. Die Tour de France 1965 beendete er nicht.